# MuJoCo
MuJoCo, abreviatura de Multi-Joint dynamics with Contact, és un motor de física de propòsit general que s'adapta a casos d'ús científic com ara la robòtica, la biomecànica i l'aprenentatge automàtic. Va ser descrit per primera vegada l'any 2012 en un article d'Emanuel Todorov, Tom Erez i Yuval Tassa, i posteriorment es va comercialitzar sota Roboti LLC. Segons una cerca de Google Scholar, a l'abril de 2024 la publicació original ha estat citada 5329 vegades, i el motor MuJoCo 9250 vegades. Va ser descrit per Zhao i Queralta en la seva revisió com un dels "simuladors més utilitzats de la literatura".
MuJoCo va ser adquirit per Google DeepMind l'octubre de 2021 i de codi obert sota la llicència Apache 2.0 el maig del 2022. Parts de la suite de control Deepmind funcionen amb el motor MuJoCo.
MuJoCo té una API C i està pensat per a investigadors i desenvolupadors. El mòdul de simulació en temps d'execució està ajustat per maximitzar el rendiment i funciona amb estructures de dades de baix nivell que estan preassignades pel compilador XML integrat. La biblioteca inclou visualització interactiva amb una GUI nativa, representada en OpenGL. MuJoCo exposa a més un gran nombre de funcions d'utilitat per calcular magnituds relacionades amb la física.